# Grottoes
Grottoes é uma cidade  localizada no estado norte-americano de Virginia, no Condado de Augusta e Condado de Rockingham.

## Demografia
Segundo o censo norte-americano de 2000, a sua população era de 2114 habitantes.
Em 2006, foi estimada uma população de 2177, um aumento de 63 (3.0%).

## Geografia
De acordo com o United States Census Bureau tem uma área de
3,4 km², dos quais 3,4 km² cobertos por terra e 0,0 km² cobertos por água. Grottoes localiza-se a aproximadamente 368 m acima do nível do mar.

## Localidades na vizinhança
O diagrama seguinte representa as localidades num raio de 20 km ao redor de Grottoes.